# Ярославська школа зодчества
Ярославська (або верхньоволзька) школа зодчества — архітектурна школа XVII століття в Ярославлі. Одна з найвідоміших та найхарактерніших архітектурних шкіл Московського царства. В XIX столітті, разом з узороччям та іншими стилями російської допетровської архітектури є одним з джерел псевдоросійського стилю.

## Історія
Першим храмом Ярославля, збудованим в XVI столітті, був собор Спаса Преображення в Спасо-Преображенському монастирі, збудований імовірно італійцем в 1505–1515 роках. Загалом кам'яне будівництво тоді в Ярославлі мало епізодичний характер, проте після закінчення Смутного часу кам'яне будівництво тут відновилося найраніше — перебудовано Входоєрусалимську церкву Спасо-Преображенського монастиря (1617 рік), відновлюється будівництво Толзького монастиря, а також коштом купця Надії Свєтєшникова в 1620-1622 роках збудовано церкву Миколи Чудотворця (Надєїна). Саме остання вважається першою пам'яткою ярославської архітектурної школи.
Загалом у XVII столітті ярославське зодчество демонструє протилежну до характерної для московського зодчества тенденцію - якщо московські храми доби узороччя аж до 1670-х зменшувалися в розмірах (в першу чергу поздовжніх зі зростанням прибудованої трапезної), то ярославські храми навпаки збільшувалися в розмірах, в першу чергу теж поздовжніх завдяки зсуву підкупольних стовпів до вівтаря (церква Іоанна Предтечі в Толчкові мала розміри власне храму 21 м на 24 м). Загалом до кінця століття було збудовано 44 кам'яні храми ярославської архітектури.
В 1680–1690-х традиційна конструкція чотиристовпного храму змінилася невеликими безстовпними храмами з прибудованою трапезною, запозиченими ймовірно з московського узороччя, хоча окремі великі храми продовжували будуватися аж до 1710-х. В подальшому архітектура храму розвивалась по інерції, аж доки в середині XVIII століття ярославська школа була витіснена аннинським та єлизаветинським бароко.

В XIX та XX столітті ярославське зодчество вплинуло на формування псевдоросійського стилю.

## Характеристика церковних споруд

### Шестистовпні храми
Шестистовпних храмів ярославського стилю було збудовано лише два: нині зруйнований Успенський собор в Ярославлі та збудована за його подобою церква Різдва Богородиці Великосільського комплексу в селі Велике Ярославської області. За характеристиками схожі на чотиристовпні холодні храми.

### Безстовпні храми
Безстовпні храми спочатку будувалися як трапезні коло холодних храмів, проте починаючи з 1680-х вони витісняють чотиристовпні холодні храми (імовірно, під впливом узороччя), і будувалися до середини XVIII століття. Були ліпше освітленими, ніж чотиристовпні храми, мали одну баню зі світловим барабаном або п'ять глухих. 

### Дзвіниці
Впродовж всього XVII століття для ярославської архітектури були характерні традиційні для тодішньої російської архітектури шатрові дзвіниці, проте наприкінці століття набули поширення незвичні багатоярусні дзвіниці. Одна з таких дзвіниць збудована 1690 року в складі комплексу церкви Іоанна Предтечі в Толчкові.

## Цивільні споруди та фортифікації
Окрім храмового будівництва також було поширене будівництво цивільних споруд. З них найбільше до сьогоднішнього дня збереглся палати митрополита та дім Іванова на вулиці Чайковського, 4.
До нашого часу з фортифікацій ярославської школи більш-менш збереглися лише мури Спаського монастиря. З фортифікацій власне Ярославля збереглися перебудованими лише дві (Власьєвська та Волзька) вежі.

## За межами Ярославля
Храми будувалися в районі верхньої течії Волги (від Костроми до Углича, звідси в назві "верхньоволзька"). Найвизначніші пам'ятки збереглися в Тутаєві (серед них Воскресенський собор) та Угличі.
За межами Ярославської області храми будувалися в Костромі.

## Список архітектурних споруд
|  | Об'єкти, що не збереглись у первісному вигляді або дійшли у зруйнованому стані |
|  | Об'єкти, що повністю втрачені                                                  |

### Чотиристовпні храми
| Назва                                            | Місце розташування             | Час будівництва | Примітки                                                    | Фото |
| ------------------------------------------------ | ------------------------------ | --------------- | ----------------------------------------------------------- | ---- |
| Церква Миколи Надєїна                            | Ярославль, Ярославська область | 1620–1622       | Перша церква ярославської школи                             |      |
| Церква Різдва Христового                         | Ярославль, Ярославська область | 1635–1644       | [ 1 ]                                                       |      |
| Церква Іллі Пророка                              | Ярославль, Ярославська область | 1647–1650       | [ 1 ]                                                       |      |
| Церква Іоана Златоуста в Коровниках              | Ярославль, Ярославська область | 1649–1654       | [ 1 ]                                                       |      |
| Хрестовоздвиженський собор                       | Тутаєв, Ярославська область    | 1652–1658       | [ 1 ]                                                       |      |
| Церква Архангела Михаїла                         | Ярославль, Ярославська область | 1658            | [ 1 ]                                                       |      |
| Церква Миколи Мокрого                            | Ярославль, Ярославська область | 1665–1672       | [ 1 ]                                                       |      |
| Церква Миколи в Меленках                         | Ярославль, Ярославська область | 1668–1672       | [ 1 ]                                                       |      |
| Церква Спаса на Городу                           | Ярославль, Ярославська область | 1672            | [ 1 ]                                                       |      |
| Воскресенський собор                             | Тутаєв, Ярославська область    | 1670–1678       | [ 1 ]                                                       |      |
| Церква Іоанна Предтечі в Толчкові                | Ярославль, Ярославська область | 1671–1687       | Найбільша церква даного архітектурного стилю                |      |
| Воскресенський собор Воскресенського монастиря   | Углич, Ярославська область     | 1674-1677       | [ 1 ]                                                       |      |
| Микільський собор Миколо-Улейминського монастиря | Улейма, Ярославська область    | 1675-1677       | [ 1 ]                                                       |      |
| Хрестовоздвиженська церква                       | Ярославль, Ярославська область | 1675-1688       | Закрита в 1930-х, бані та верхні яруси дзвіниці зруйновані. |      |
| Церква Вознесіння                                | Ярославль, Ярославська область | 1677–1682       | [ 1 ]                                                       |      |
| Введенський собор Толзького монастиря            | Ярославль, Ярославська область | 1681–1683       | [ 1 ]                                                       |      |
| Федорівська церква                               | Ярославль, Ярославська область | 1687            | [ 1 ]                                                       |      |
| Церква Петра і Павла на Волзі                    | Ярославль, Ярославська область | 1691–1701       | Зруйнована в 1937 році.                                     |      |

### Шестистовпні храми
| Назва                                               | Місце розташування             | Час будівництва | Примітки                 | Фото |
| --------------------------------------------------- | ------------------------------ | --------------- | ------------------------ | ---- |
| Успенський собор                                    | Ярославль, Ярославська область | 1659            | Зруйнований в 1937 році. |      |
| Церква Різдва Богородиці Великосільського комплексу | Велике, Ярославська область    | 1709-1712       |                          |      |

### Безстовпні храми
| Назва                   | Місце розташування             | Час будівництва | Примітки | Фото |
| ----------------------- | ------------------------------ | --------------- | -------- | ---- |
| Церква Богоявлення      | Ярославль, Ярославська область | 1684–1693       |          |      |
| Церква Благовіщення     | Ярославль, Ярославська область | 1688–1702       |          |      |
| Церква Миколи Рубленого | Ярославль, Ярославська область | 1695            |          |      |

### Дзвіниці
Окремо стоячі дзвіниці
| Назва                                        | Місце розташування             | Час будівництва    | Примітки                                                                      | Фото |
| -------------------------------------------- | ------------------------------ | ------------------ | ----------------------------------------------------------------------------- | ---- |
| Дзвіниця церкви Різдва Христового            | Ярославль, Ярославська область | сер. XVII століття | Цікава тришатрова дзвіниця.                                                   |      |
| Дзвіниця Успенського собору                  | Ярославль, Ярославська область | сер. XVII століття | Була шатровою. Знищена 1870 року, під час будівництва багатоярусної дзвіниці. |      |
| Дзвіниця церкви Іоана Златоуста в Коровниках | Ярославль, Ярославська область | 1680-ті            | [ 2 ]                                                                         |      |
| Дзвіниця церкви Іоанна Предтечі в Толчкові   | Ярославль, Ярославська область | 1690               | [ 2 ]                                                                         |      |
| Дзвіниця церкви Архангела Михаїла            | Ярославль, Ярославська область | кін. XVII століття | [ 2 ]                                                                         |      |
| Дзвіниця Великосільського комплексу          | Велике, Ярославська область    | 1758–1761          | Побудована на місці старої, яка зруйнувалася через помилки у будівництві.     |      |

### Цивільні споруди
| Назва                                             | Місце розташування             | Час будівництва                               | Примітки | Фото |
| ------------------------------------------------- | ------------------------------ | --------------------------------------------- | -------- | ---- |
| Палати митрополита                                | Ярославль, Ярославська область | кінець 1680-тих - початок 1690-тих            |          |      |
| Дім Іванова                                       | Ярославль, Ярославська область | друга половина XVII століття                  |          |      |
| Північно-східний корпус келій Спаського монастиря | Ярославль, Ярославська область | 1670–1690-ті                                  |          |      |
| Дім Коритова                                      | Ярославль, Ярославська область | XVII століття                                 |          |      |
| Дім Петеревського                                 | Ярославль, Ярославська область | кінець XVII століття - початок XVIII століття |          |      |

### Фортифікаційні споруди
| Назва                    | Місце розташування             | Час будівництва | Примітки                                        | Фото |
| ------------------------ | ------------------------------ | --------------- | ----------------------------------------------- | ---- |
| Мури Спаського монастиря | Ярославль, Ярославська область | 1620–1630-ті    | Перебудовані в XIX столітті                     |      |
| Міські мури              | Ярославль, Ярославська область | 1658–1659       | Збереглися лише 2 вежі в перебудованому вигляді |      |